# Drawn Together
Drawn Together è una serie televisiva animata statunitense del 2004, creata da Dave Jeser e Matt Silverstein.
La serie utilizza caricature di personaggi di cartoni animati affermati e personaggi di serie televisive, con il loro carattere che ritrae le personalità dei reality show. Sebbene la serie sia stata pubblicizzata come la prima ispirata ai reality, con i personaggi che partecipano talvolta a sfide simili a quelle di questo formato televisivo, la premessa è stata abbandonata durante le stagioni successive.
La serie è stata trasmessa per la prima volta negli Stati Uniti su Comedy Central dal 27 ottobre 2004 al 14 novembre 2007, per un totale di 36 episodi ripartiti su tre stagioni. In Italia la serie è stata trasmessa su Paramount Comedy/Comedy Central dal 1º aprile 2005 al 27 marzo 2008.
Il programma è stato cancellato dal palinsesto di Comedy Central dopo tre stagioni in seguito alle numerose querele ricevute, all'alto costo produttivo del cartone e ai tempi di produzione di ogni singolo episodio, giudicati da Comedy Central troppo elevati. 
Nell'aprile 2010 è stato realizzato un lungometraggio direct-to-video intitolato The Drawn Together Movie: The Movie!.

## Trama
La serie riprende in modo umoristico lo stile dei reality show, in cui otto personaggi animati di generi differenti sono costretti a vivere nella stessa abitazione. Nel corso della loro permanenza nella casa, gli inquilini scoprono i segreti che circondano ciascuno di loro.

## Caratteristiche
Drawn Together è caratterizzata da umorismo per adulti di natura morbosa e satirica, prendendo in giro numerosi stereotipi ed esplorando argomenti tabù e controversi della società, tra cui handicap, razzismo, perversioni sessuali, parafilia, pedofilia, religione, antisemitismo, xenofobia, terrorismo, aborto, mestruazioni, violenza domestica e altro.
Il format di Drawn Together è inteso come una parodia sarcastica e pungente dei reality show (a titolo di esempio si possono citare il Grande Fratello e Survivor), con i personaggi che inizialmente partecipavano a sfide simili a quelle di questo formato televisivo, anche se la premessa è stata abbandonata durante le stagioni successive, portando ad episodi non lineari e autoconclusivi. Ciascuno degli otto partecipanti al programma, oltre a parodiare le personalità che si vedono tipicamente nei reality show, sono la caricatura di una tipologia comune di cartoni animati, dai serial muti degli anni 20 fino all'era di internet.
La serie è anche ricca di riferimenti alla cultura popolare: molti personaggi dei fumetti e dei cartoni animati fanno apparizioni cameo e sono spesso oggetto di parodie, assieme a film live-action, programmi televisivi e videogiochi. La presenza di personaggi di altre serie o parodie viene pure ironizzata all'interno dello show, ad esempio nella puntata della terza stagione "Salviamo capre e cavoli" dove i personaggi gettano via delle multe per violazione di copyright. Secondo Reece Taylor del sito CBR.: "Oltre all'umorismo e ai personaggi volgari, ciò che ha fatto risaltare davvero Drawn Together è stato il fatto che capisse il suo pubblico. L'umorismo crudo e i dialoghi controversi non sono per tutti, e lo spettacolo lo capisce. Non è mai stato pensato per essere un tesoro critico e si è rallegrato del fatto che non lo fosse. Anche se dava il meglio di sé quando raccontava una storia e sviluppava personaggi, il suo pubblico si sintonizzava per guardare personaggi straordinari a cui non importava chi offendevano". Ciò viene evidenziato ad esempio nell'episodio della seconda stagione "Xandir e Tim in gita sul lago", il quale si incentra su una reale recensione negativa che il cartone ricevette da Entertainment Weekly.

## Episodi
| Stagione         | Episodi | Prima TV USA | Prima TV Italia |
| ---------------- | ------- | ------------ | --------------- |
| Prima stagione   | 7       | 2004         | 2005-2006       |
| Seconda stagione | 15      | 2005-2006    | 2006            |
| Terza stagione   | 14      | 2006-2007    | 2007-2008       |

## Personaggi e doppiatori

Da sinistra: Toot, Ling-Ling, Foxxy, Spanky, Clara, Capitan Hero, Wooldoor e Xandir

- Capitan Leslie Hero (stagioni 1-3), voce originale di Jess Harnell, italiana di Raffaele Farina. Una parodia di Superman e altri supereroi con uno stile grafico tratto dai cartoni di Bruce Timm e Max Fleischer. È sociopatico, sciovinista, perverso, antieroico, pansessuale, necrofilo e libidinoso. Principale macho del gruppo, è incline a occasionali attacchi isterici affini ad un disturbo da stress post-traumatico.
- Principessa Clara (stagioni 1-3), voce originale di Tara Strong, italiana di Emanuela Pacotto. Una principessa viziata, religiosa e bigotta, parodia delle principesse Disney come Ariel de La Sirenetta e Belle de La bella e la bestia. È omofobica, appassionata di canto e di solito indossa un abito color lavanda e orecchini di perle bianche.
- Foxxy Love (stagioni 1-3), voce originale di Cree Summer, italiana di Ilaria Bernardini (stagioni 1-2) e Maria Grazia Errigo (stagione 3). Una parodia di una ragazza del ghetto dal tipico slang del Bronx (anche se nella versione italiana parla con un lieve accento milanese), che ricorda Valerie Brown di Josie e le Pussycats. È una musicista promiscua che risolve i misteri.
- Toot Braunstein (stagioni 1-3), voce originale di Tara Strong, italiana di Victoria Cabello (stagione 1) e Lisa Mazzotti (stagioni 2-3). Una sex symbol sovrappeso e alcolizzata in stile retrò dei cartoni animati in bianco e nero degli anni '30, che ricorda Betty Boop. Toot esige di essere al centro dell'attenzione, si pratica dell'autolesionismo, pratica una scarsa igiene personale e mangia eccessivamente quando è depressa, provocando spesso conflitti nella casa.
- Wooldoor Jebediah Sockbat (stagioni 1-3), voce originale di James Arnold Taylor, italiana di Daniele Demma. Un bizzarro personaggio tipico delle serie animate per bambini, nello stampo di SpongeBob SquarePants, che mostra un comportamento simile a quello dei personaggi di Looney Tunes.
- Ling-Ling (stagioni 1-3), voce originale di Abbey DiGregorio, italiana di Graziella Porta. Un personaggio anime psicopatico e omicida, basato su Pikachu dei Pokémon. Combatte usando vari poteri o abilità soprannaturali (rappresentati in stile anime) e parla in uno pseudo-giapponese senza senso.
- Xandir P. Wifflebottom (stagioni 1-3), voce originale di Jack Plotnick, italiana di Alessandro Rigotti. Una parodia ipersensibile, omosessuale ed effeminata di eroi dei videogiochi come Link di The Legend of Zelda e Cloud Strife di Final Fantasy VII.
- Spanky Ham (stagioni 1-3), voce originale di Adam Carolla, italiana di Giovanni Battezzato. Un maiale antropomorfo rude e volgare ossessionato dai rapporti sessuali. È una parodia di vari personaggi dei cartoni animati dall'animazione flash (in particolare di Newgrounds) e di David "Puck" Rainey di The Real World: San Francisco.

## Produzione
Nel 2003, al fine di presentare la serie agli studi di Comedy Central, Dave Jeser, Matt Silverstein e Jordan Young hanno prodotto un episodio pilota dalla durata di quattro minuti per rappresentare il concept originale della serie. L'episodio è stato mostrato all'ex dirigente alla programmazione Lauren Corrao, che ha permesso lo sviluppo del progetto. Nell'ottobre 2003, il canale ha ordinato ufficialmente una prima stagione composta da 8 episodi (diventati 7 dividendo l'episodio in due parti Quello con il grande colpo di scena con la successiva stagione). La serie è stata ispirata da alcuni reality show come The Real World e Big Brother, mentre i personaggi sono stati ispirati da quelli di altre serie animate come Capitan America, Betty Boop e SpongeBob.
Gli ascolti modesti degli episodi hanno portato la rete a rinnovare la serie per una seconda stagione di 15 episodi nel novembre 2004.

## Doppiaggio
| Personaggio                                 | Doppiatore originale | Doppiatore italiano                                                                                     |
| ------------------------------------------- | -------------------- | --- |
| Capitan Hero                                | Jess Harnell         | Raffaele Farina                                                                                         |
| Principessa Clara                           | Tara Strong          | Emanuela Pacotto                                                                                        |
| Ling-Ling                                   | Abbey McBride        | Graziella Porta                                                                                         |
| Xandir                                      | Jack Plotnick        | Alessandro Rigotti                                                                                      |
| Foxxy Love                                  | Cree Summer          | Ilaria Bernardini (st. 1-2 e prima parte della stagione 3) Maria Grazia Errigo (resto della stagione 3) |
| Spanky Ham                                  | Adam Carolla         | Giovanni Battezzato                                                                                     |
| Wooldoor Sockbat                            | James Arnold Taylor  | Daniele Demma                                                                                           |
| Toot Braunstein                             | Tara Strong          | Victoria Cabello (st. 1) Lisa Mazzotti (st. 2-3)                                                        |
| Narratore                                   | Jim Ward             | Ivo De Palma                                                                                            |
| Matrigna Cattiva                            | Alex Borstein        | Caterina Rochira                                                                                        |
| Principe Azzurro                            | Carlos Alazraqui     | Ivo De Palma                                                                                            |
| Capitan Bizzarro                            | Jess Harnell         | Claudio Ridolfo                                                                                         |
| Svicolone                                   | Chris Edgerly        | Ivo De Palma                                                                                            |
| Ragazza di Xandir                           | Cree Summer          | Cinzia Massironi                                                                                        |
| Bleh                                        | Sarah Silverman      | Cinzia Massironi                                                                                        |
| Bob                                         | James Arnold Taylor  | Gianluca Iacono                                                                                         |
| Lord Tasto Invio                            | Roger Craig Smith    | Gianluca Iacono                                                                                         |
| Fattorino                                   | Hank Azaria          | Stefano Albertini                                                                                       |
| Bucky Bucks                                 | Chris Edgerly        | Marco Balzarotti                                                                                        |
| Il produttore                               | Jim Ward             | Marco Balzarotti                                                                                        |
| Speedy Gonzales                             | James Arnold Taylor  | Diego Sabre                                                                                             |
| Wilma Flintstone                            | Tara Strong          | Graziella Porta                                                                                         |
| Verme                                       |                      | Paolo De Santis                                                                                         |
| Sandro                                      |                      | Luca Sandri                                                                                             |
| Alieno                                      | Bob Widmer           | Stefano Albertini                                                                                       |
| Dottore                                     | Nick Jameson         | Marco Balzarotti                                                                                        |
| Daphne Blake                                | Cree Summer          | Elisabetta Spinelli                                                                                     |
| Ministro dell'educazione                    | Tom Kenny            | Riccardo Rovatti                                                                                        |
| Re delle assicurazioni                      |                      | Enrico Bertorelli                                                                                       |
| Ragazza insolitamente flessibile            | Tara Strong          | Debora Magnaghi                                                                                         |
| Genio della Lampada                         | James Arnold Taylor  | Giorgio Bonino                                                                                          |
| Octopussoir                                 | Jess Harnell         | Claudio Ridolfo                                                                                         |
| Gash                                        | Jason Huber          | Davide Garbolino                                                                                        |
| Bob il Cetriolo                             | James Arnold Taylor  | Diego Sabre                                                                                             |
| Capo della Sicurezza del Centro Commerciale |                      | Riccardo Rovatti                                                                                        |
| Il Re                                       | Jonathan Kimmel      | |
| Jun-Jee                                     | Jess Harnell         | Stefano Albertini                                                                                       |
| Larry il Pomodoro                           | James Arnold Taylor  | Luca Sandri                                                                                             |
| Nipul                                       |                      | Elisabetta Spinelli                                                                                     |
| Tony the Tiger                              | Dabney Coleman       | Pietro Ubaldi                                                                                           |
| Franken Berry                               | Jason Huber          | Mario Scarabelli                                                                                        |
| Scroto                                      | Jason Huber          | Stefano Albertini                                                                                       |

## Distribuzione
- 27 ottobre 2004 negli Stati Uniti d'America su Comedy Central;
- 22 marzo 2005 in Svezia;
- 1 aprile 2005 in Italia su Paramount Comedy;
- 8 maggio 2005 nel Regno Unito;
- 2005 in America Latina su MTV;
- 2005 in Spagna su MTV;
- 3 maggio 2006 in Germania su MTV;[9]
- 17 luglio 2006 in Francia su Canal+;[10]
- 12 gennaio 2007 in Russia su TNT;
- 5 ottobre 2010 in Ungheria;
- 10 ottobre 2017 in Messico in DVD.

### Edizioni home video
| Stagione | Episodi | Distribuzione USA |
| -------- | ------- | ----------------- |
| 1        | 7       | 4 ottobre 2005    |
| 2        | 15      | 25 settembre 2007 |
| 3        | 14      | 13 marzo 2008     |

## Altri media

### Serie spin-off

#### The Judge Fudge Adventure Power Hour
Nel 2007, Comedy Central ha prodotto la webserie spin-off The Judge Fudge Adventure Power Hour, basata sul personaggio di Giudice Biscotto. Nonostante il titolo, la serie ha una durata di circa tre minuti per episodio.
Sceneggiata da Erik Sommers e diretta da Alex Meza, la serie segue le avventure del Giudice Biscotto che deve dettare la legge dopo che il suo partner è stato ucciso in un'esplosione. Scopre presto che il suo partner è stato ucciso dai colombiani e decide di andare sotto copertura per arrestarli. Dopo una sparatoria, Giudice Biscotto scopre che in realtà è stato il suo capitano di polizia corrotto a orchestrare l'intera faccenda.
| nº | Titolo originale   | Prima TV USA     |
| -- | ------------------ | ---------------- |
| 1  | Bomb's Away        | 4 ottobre 2007   |
| 2  | Bedside Manner     | 11 ottobre 2007  |
| 3  | Woman Down         | 18 ottobre 2007  |
| 4  | Crack Whore        | 25 ottobre 2007  |
| 5  | Colombian Standoff | 1º novembre 2007 |
| 6  | Delicious Bastard  | 8 novembre 2007  |

### Lungometraggi

#### The Drawn Together Movie: The Movie!
Dopo la cancellazione alla fine della terza stagione, la rete ha prodotto un film direct-to-video intitolato The Drawn Together Movie: The Movie! come finale della serie. Il film è stato pubblicato il 20 aprile 2010 e ha ricevuto recensioni negative dalla critica.